# Сенаржан-Миньяфан
Сенаржа́н-Миньяфа́н (фр. Senargent-Mignafans) — коммуна во Франции, находится в регионе Франш-Конте. Департамент — Верхняя Сона. Входит в состав кантона Виллерсексель. Округ коммуны — Люр.
Код INSEE коммуны — 70487.

## География
Коммуна расположена приблизительно в 350 км к юго-востоку от Парижа, в 55 км северо-восточнее Безансона, в 29 км к востоку от Везуля.
На северо-западе коммуны протекает река Роньон.

## Население
Население коммуны на 2010 год составляло 285 человек.
| 1962 | 1968 | 1975 | 1982 | 1990 | 1999 | 2010 |
| ---- | ---- | ---- | ---- | ---- | ---- | ---- |
| 227  | 279  | 289  | 263  | 274  | 282  | 285  |

## Экономика
В 2010 году среди 186 человек трудоспособного возраста (15—64 лет) 127 были экономически активными, 59 — неактивными (показатель активности — 68,3 %, в 1999 году было 67,2 %). Из 127 активных жителей работали 107 человек (62 мужчины и 45 женщин), безработных было 20 (10 мужчин и 10 женщин). Среди 59 неактивных 9 человек были учениками или студентами, 30 — пенсионерами, 20 были неактивными по другим причинам.

## Фотогалерея

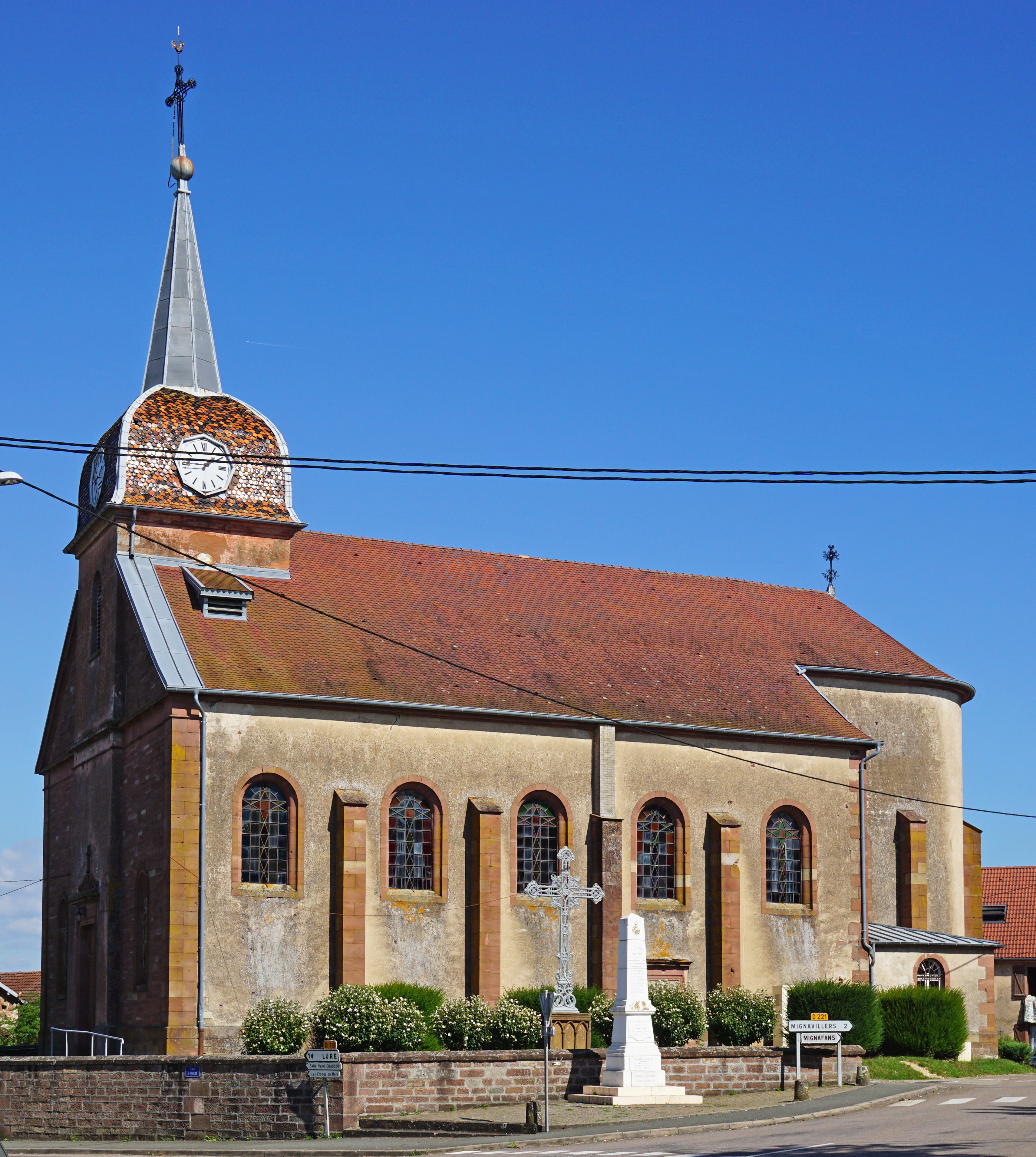
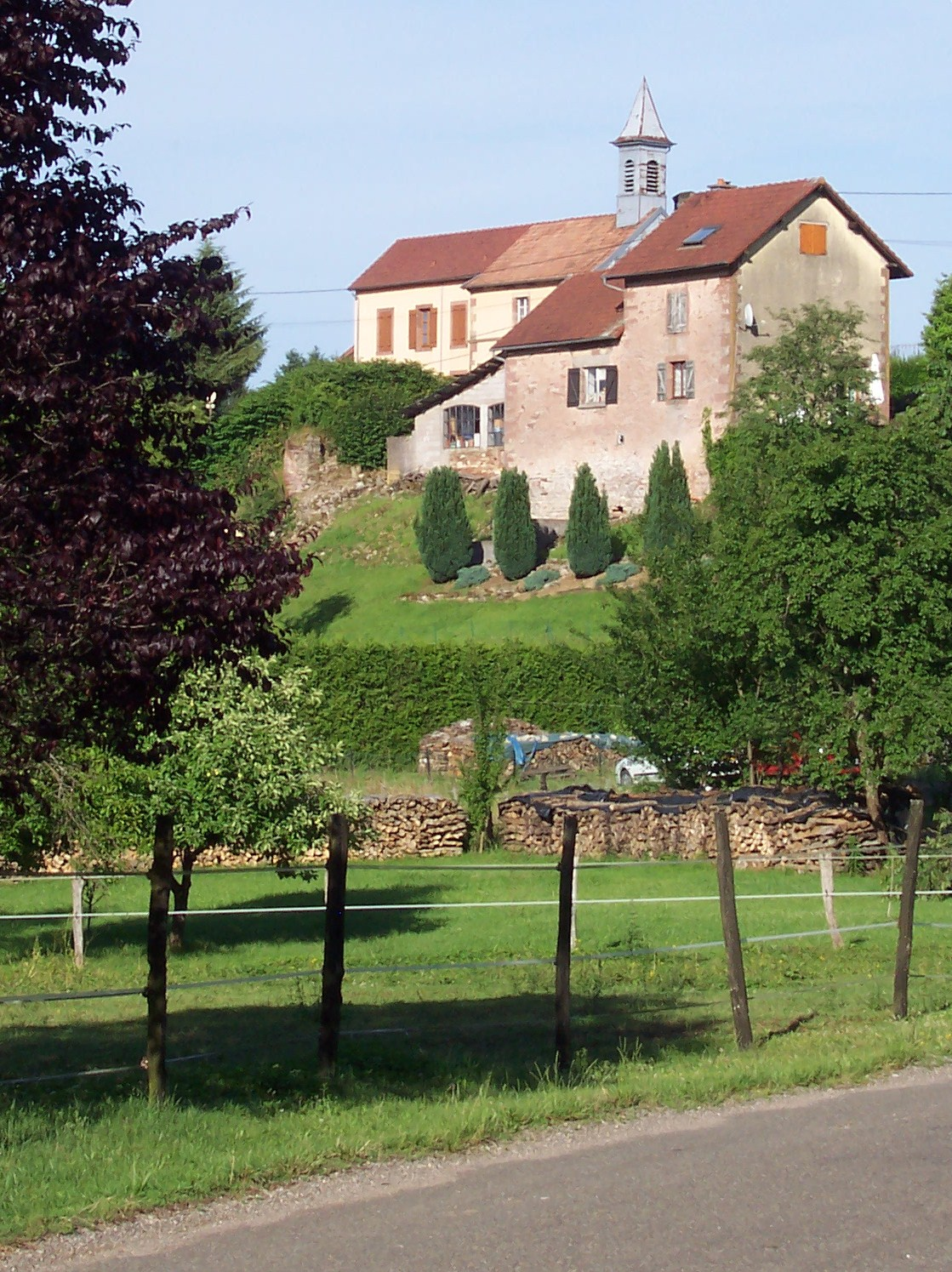
Сенаржан-Миньяфан
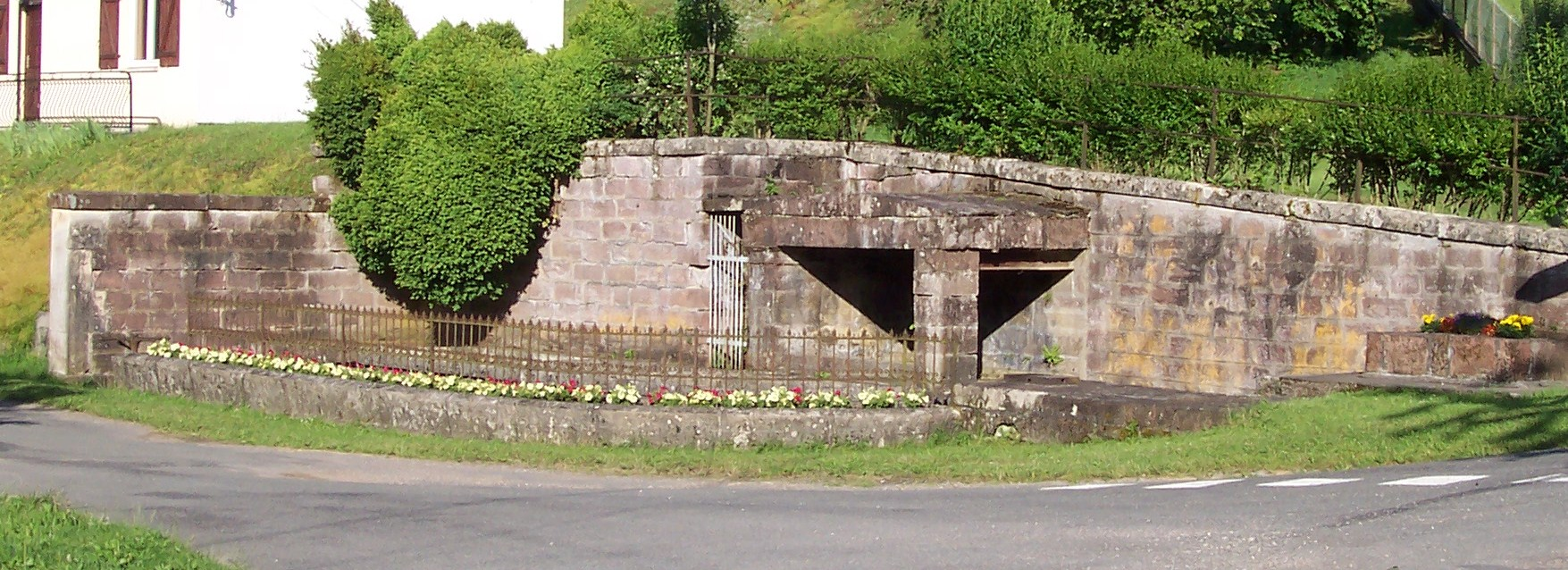
Фонтан
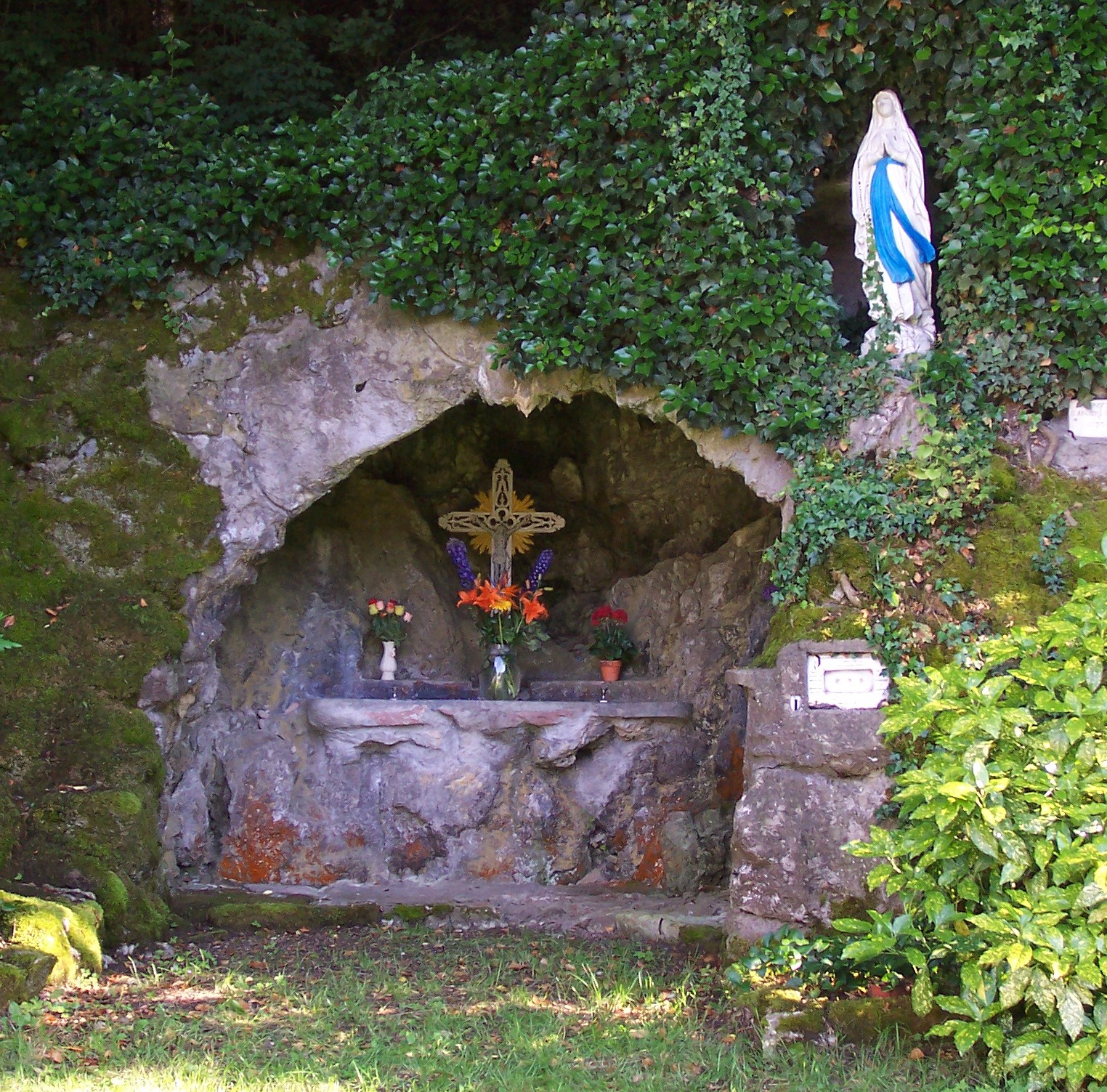
Грот
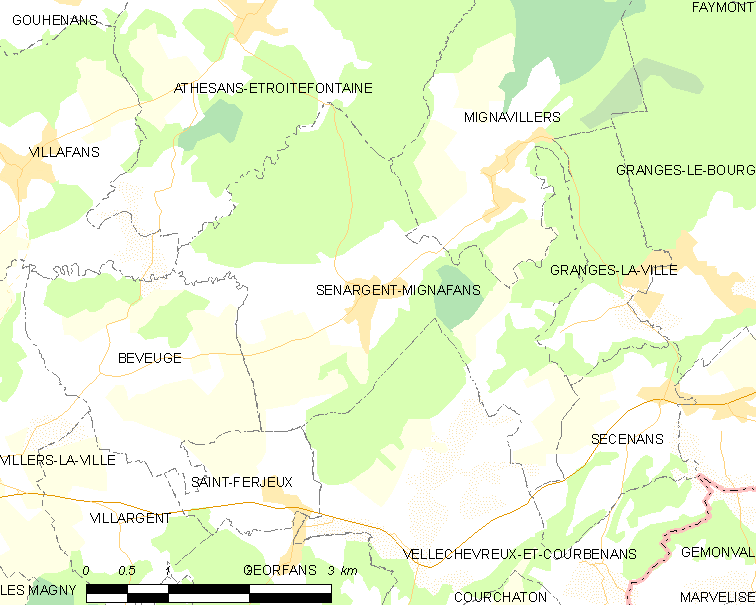
Карта коммуны